# Gouvernorat de Zarqa
 (décembre 2023).
Si vous disposez d'ouvrages ou d'articles de référence ou si vous connaissez des sites web de qualité traitant du thème abordé ici, merci de compléter l'article en donnant les références utiles à sa vérifiabilité et en les liant à la section « Notes et références ».
Le gouvernorat de Zarqa est un gouvernorat de la Jordanie. Elle s'étend des faubourgs orientaux d'Amman jusqu'à la frontière saoudienne. Elle est largement désertique et peu peuplée en dehors des environs immédiats de sa préfecture Zarka (ou Zarqa).

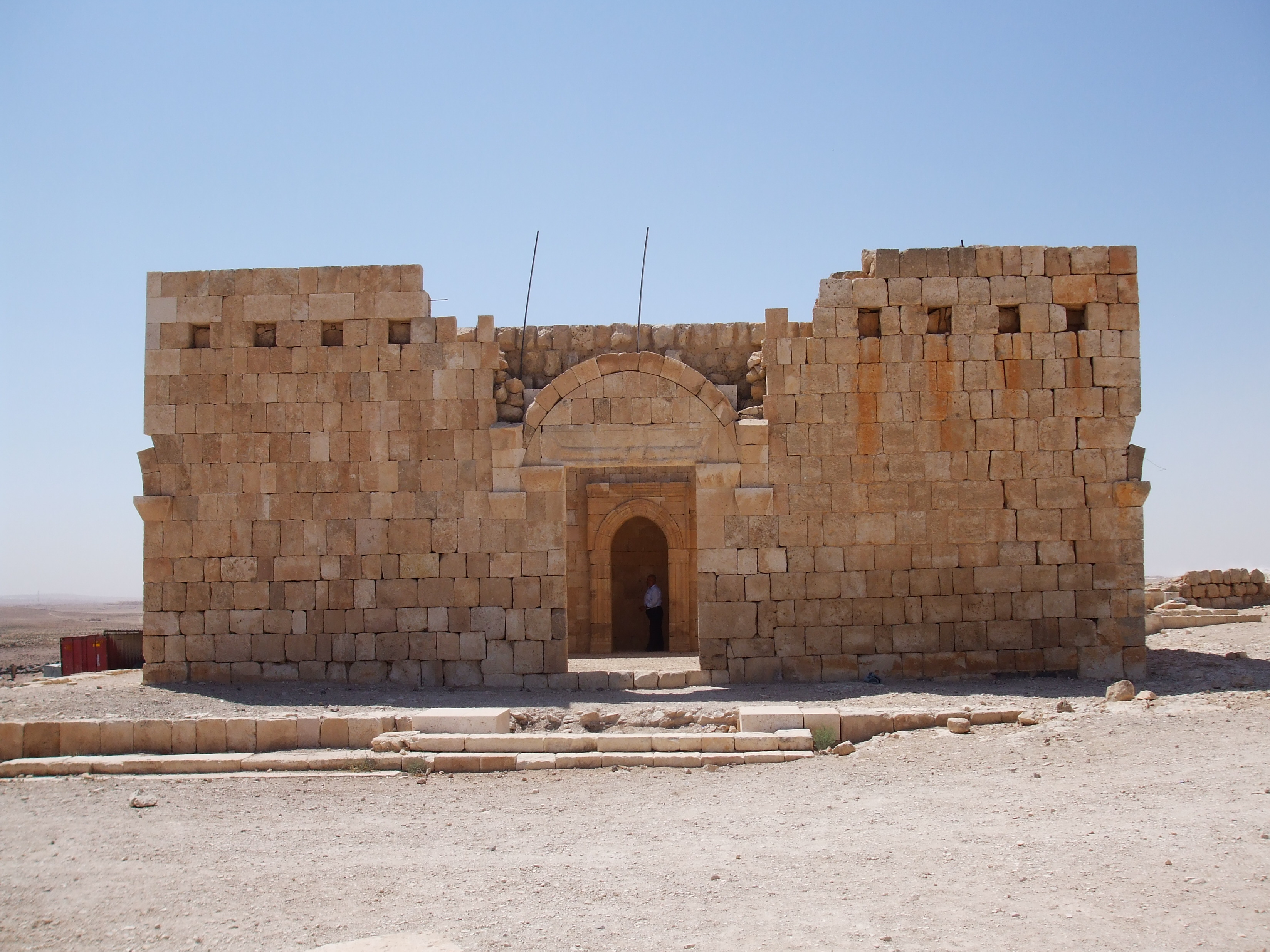
Palais nabatéen Qasr al Hallabat

## Personnalités liées
- Ahmad Alhendawi (né en 1984), envoyé du Secrétaire Général pour la Jeunesse de l'organisation des Nations unies.
- Abou Moussab Al-Zarqaoui Terroriste jordanien né à Zarqa.